# Lasha Gudzhedzhiani
Lasha Gudzhedzhiani, también escrito como Lasha Gujejiani (en georgiano: ლაშა გუჯეჯიანი, 12 de agosto de 1985), es un deportista georgiano que compitió en judo. Ganó dos medallas de bronce en el Campeonato Mundial de Judo, en los años 2005 y 2007, y una medalla de plata en el Campeonato Europeo de Judo de 2007.

## Palmarés internacional
| Campeonato Mundial | Campeonato Mundial      | Campeonato Mundial | Campeonato Mundial |
| Año                | Lugar                   | Medalla            | Categoría          |
| ------------------ | ----------------------- | ------------------ | ------------------ |
| 2005               | El Cairo (Egipto)       | Medalla de bronce  | +100 kg            |
| 2007               | Río de Janeiro (Brasil) | Medalla de bronce  | +100 kg            |
| Campeonato Europeo |                         |                    |                    |
| Año                | Lugar                   | Medalla            | Categoría          |
| 2007               | Belgrado (Serbia)       | Medalla de plata   | +100 kg            |